# Skrovtjärnen
Skrovtjärnen är en sjö i Jokkmokks kommun i Lappland och ingår i Råneälvens huvudavrinningsområde.